# Serie A1 2012-2013 (hockey in-line)
La Serie A1 2012-2013 è stata la 17ª edizione del massimo campionato italiano di hockey in-line. Il torneo ha avuto inizio il 27 ottobre 2012 e si è concluso il 12 maggio 2013.
Lo scudetto è stato conquistato dal Milano Quanta per la terza volta nella loro storia .

## Squadre partecipanti
| Club            | Stagione | Città                   | Stagione precedente                              |
| --------------- | -------- | ----------------------- | ------------------------------------------------ |
| Asiago Vipers   | dettagli | Asiago (VI)             | 5º in Serie A1                                   |
| Cittadella      | dettagli | Cittadella (PD)         | 7º in Serie A1                                   |
| Diavoli Vicenza | dettagli | Vicenza                 | 4º in Serie A1, semifinale dei play-off scudetto |
| Empoli          | dettagli | Empoli (FI)             | 10º in Serie A1                                  |
| Ghosts Padova   | dettagli | Padova                  | 6º in Serie A1                                   |
| Mammuth Roma    | dettagli | Roma                    | 9º in Serie A1                                   |
| Milano Quanta   | dettagli | Milano                  | 2º in Serie A1, vince i play-off scudetto        |
| Molinese        | dettagli | San Giuliano Terme (PI) | In Serie A2, promosso                            |
| Monleale        | dettagli | Monleale (AL)           | 3º in Serie A1, semifinale dei play-off scudetto |

## Stagione regolare

### Risultati
| Andata (1ª) | Andata (1ª) | Prima giornata                | Ritorno (10ª) | Ritorno (10ª) |
|             |             |                               |               |               |
| 27 ott.     | 7-4         | Molinese-Empoli               | 5-3           | 12 gen.       |
| 27 ott.     | 2-6         | Diavoli Vicenza-Ghosts Padova | 6-4           | 12 gen.       |
| 27 ott.     | 4-11        | Mammuth Roma-Milano Quanta    | 2-10          | 12 gen.       |
| 27 ott.     | 2-6         | Cittadella-Monleale           | 1-11          | 12 gen.       |

| Andata (2ª) | Andata (2ª) | Seconda giornata              | Ritorno (11ª) | Ritorno (11ª) |
|             |             |                               |               |               |
| 3 nov.      | 13-4        | Ghosts Padova-Cittadella      | 5-4           | 19 gen.       |
| 3 nov.      | 2-4         | Asiago Vipers-Empoli          | 4-3           | 19 gen.       |
| 3 nov.      | 6-3         | Milano Quanta-Diavoli Vicenza | 3-5           | 19 gen.       |
| 3 nov.      | 5-1         | Monleale-Mammuth Roma         | 5-1           | 19 gen.       |

| Andata (3ª) | Andata (3ª) | Terza giornata             | Ritorno (12ª) | Ritorno (12ª) |
|             |             |                            |               |               |
| 10 nov.     | 2-10        | Empoli-Milano Quanta       | 1-16          | 26 gen.       |
| 10 nov.     | 6-6         | Diavoli Vicenza-Monleale   | 4-4           | 26 gen.       |
| 10 nov.     | 6-7         | Mammuth Roma-Asiago Vipers | 9-7           | 26 gen.       |
| 10 nov.     | 8-4         | Cittadella-Molinese        | 6-9           | 26 gen.       |

| Andata (4ª) | Andata (4ª) | Quarta giornata          | Ritorno (13ª) | Ritorno (13ª) |
|             |             |                          |               |               |
| 17 nov.     | 3-4         | Molinese-Diavoli Vicenza | 1-9           | 9 feb.        |
| 17 nov.     | 13-1        | Ghosts Padova-Empoli     | 5-1           | 9 feb.        |
| 17 nov.     | 3-5         | Asiago Vipers-Monleale   | 1-5           | 9 feb.        |
| 17 nov.     | 4-9         | Mammuth Roma-Cittadella  | 1-4           | 9 feb.        |

| Andata (5ª) | Andata (5ª) | Quinta giornata          | Ritorno (14ª) | Ritorno (14ª) |
|             |             |                          |               |               |
| 24 nov.     | 1-6         | Empoli-Diavoli Vicenza   | 3-12          | 16 feb.       |
| 24 nov.     | 1-7         | Molinese-Ghosts Padova   | 3-6           | 16 feb.       |
| 24 nov.     | 5-4         | Cittadella-Asiago Vipers | 4-6           | 16 feb.       |
| 24 nov.     | 9-6         | Monleale-Milano Quanta   | 4-8           | 19 feb.       |

| Andata (6ª) | Andata (6ª) | Sesta giornata               | Ritorno (15ª) | Ritorno (15ª) |
|             |             |                              |               |               |
| 1º dic.     | 11-2        | Diavoli Vicenza-Mammuth Roma | 10-3          | 23 feb.       |
| 1º dic.     | 3-3         | Ghosts Padova-Monleale       | 3-5           | 23 feb.       |
| 1º dic.     | 6-6         | Asiago Vipers-Molinese       | 3-6           | 9 mar.        |
| 1º dic.     | 14-3        | Milano Quanta-Cittadella     | 13-1          | 23 feb.       |

| Andata (7ª) | Andata (7ª) | Settima giornata            | Ritorno (16ª) | Ritorno (16ª) |
|             |             |                             |               |               |
| 8 dic.      | 4-13        | Asiago Vipers-Milano Quanta | 3-6           | 2 mar.        |
| 8 dic.      | 2-4         | Mammuth Roma-Ghosts Padova  | 3-14          | 2 mar.        |
| 8 dic.      | 6-2         | Cittadella-Empoli           | 6-2           | 2 mar.        |
| 8 dic.      | 5-4         | Monleale-Molinese           | 5-2           | 2 mar.        |

| Andata (8ª) | Andata (8ª) | Ottava giornata             | Ritorno (17ª) | Ritorno (17ª) |
|             |             |                             |               |               |
| 15 dic.     | 3-4         | Empoli-Mammuth Roma         | 3-2           | 16 mar.       |
| 15 dic.     | 1-6         | Molinese-Milano Quanta      | 2-12          | 16 mar.       |
| 15 dic.     | 11-3        | Diavoli Vicenza-Cittadella  | 7-3           | 16 mar.       |
| 15 dic.     | 8-1         | Ghosts Padova-Asiago Vipers | 10-1          | 16 mar.       |

| \| Andata (9ª) \| Andata (9ª) \| Nona giornata \| Ritorno (18ª) \| Ritorno (18ª) \| \| \| \| \| \| \| \| 22 dic. \| 6-7 \| Asiago Vipers-Diavoli Vicenza \| 3-3 \| 23 mar. \| \| 22 dic. \| 8-4 \| Mammuth Roma-Molinese \| 5-7 \| 23 mar. \| \| 22 dic. \| 5-4 \| Milano Quanta-Ghosts Padova \| 9-3 \| 23 mar. \| \| 22 dic. \| 4-1 \| Monleale-Empoli \| 11-1 \| 23 mar. \| |             |                               |               |               |
| Andata (9ª) | Andata (9ª) | Nona giornata                 | Ritorno (18ª) | Ritorno (18ª) |
| |             |                               |               |               |
| 22 dic. | 6-7         | Asiago Vipers-Diavoli Vicenza | 3-3           | 23 mar.       |
| 22 dic. | 8-4         | Mammuth Roma-Molinese         | 5-7           | 23 mar.       |
| 22 dic. | 5-4         | Milano Quanta-Ghosts Padova   | 9-3           | 23 mar.       |
| 22 dic. | 4-1         | Monleale-Empoli               | 11-1          | 23 mar.       |

### Classifica finale
|  | Pos. | Squadra         | Pt | G  | V  | N | P  | GF  | GS  | DR  |
|  | ---- | --------------- | -- | -- | -- | - | -- | --- | --- | --- |
|  | 1.   | Milano Quanta   | 42 | 16 | 14 | 0 | 2  | 148 | 51  | +97 |
|  | 2.   | Monleale        | 39 | 16 | 12 | 3 | 1  | 93  | 47  | +46 |
|  | 3.   | Diavoli Vicenza | 36 | 16 | 11 | 3 | 2  | 106 | 57  | +49 |
|  | 4.   | Ghosts Padova   | 34 | 16 | 11 | 1 | 3  | 108 | 51  | +57 |
|  | 5.   | Cittadella      | 18 | 16 | 6  | 0 | 10 | 69  | 112 | -43 |
|  | 6.   | Molinese        | 16 | 16 | 5  | 1 | 10 | 65  | 97  | -32 |
|  | 7.   | Asiago Vipers   | 11 | 16 | 3  | 2 | 11 | 61  | 100 | -39 |
|  | 8.   | Mammuth Roma    | 9  | 16 | 3  | 0 | 13 | 57  | 114 | -57 |
|  | 9.   | Empoli          | 6  | 16 | 2  | 0 | 14 | 35  | 113 | -78 |

Legenda:
  Squadra ammessa ai play-off scudetto.
  Squadra campione d'Italia.
  Squadra vincitrice della Coppa Italia.
  Squadra vincitrice della Supercoppa italiana.
Note:
Tre punti a vittoria, uno per il pareggio, zero a sconfitta.
In caso di arrivo di due o più squadre a pari punti, la graduatoria finale è stilata secondo la classifica avulsa tra le squadre interessate che prevede, in ordine, i seguenti criteri:
- punti negli scontri diretti;
- differenza reti negli scontri diretti;
- differenza reti generale;
- reti realizzate in generale;
- sorteggio.

Edera Trieste 1 punto di penalizzazione.

## Play-off scudetto
|  | Semifinali | Semifinali      | Semifinali    | Semifinali    | Semifinali | Semifinali | Semifinali |  |  | Finale | Finale          | Finale          | Finale | Finale | Finale | Finale |  |
|  |            |                 |               |               |            |            |            |  |  |        |                 |                 |        |        |        |        |  |
|  | 1          | Milano Quanta   | Milano Quanta | Milano Quanta | 3          | 4          | 3          |  |  |        |                 |                 |        |        |        |        |  |
|  | 4          | Ghosts Padova   | Ghosts Padova | Ghosts Padova | 2          | 3          | 2          |  |  | 1      | Milano Quanta   | Milano Quanta   | 6      | 4      | 7      | 2      |  |
|  | 2          | Monleale        | 6             | 4             | 4          | ?          | ?          |  |  | 3      | Diavoli Vicenza | Diavoli Vicenza | 3      | 10     | 1      | 1      |  |
|  | 3          | Diavoli Vicenza | 3             | 10            | 2          | ?          | ?          |  |  |        |                 |                 |        |        |        |        |  |

## Verdetti
| Verdetto                    | Club                      |
| --------------------------- | ------------------------- |
| Campione d'Italia 2012-2013 | Milano Quanta (3º titolo) |
| Retrocessa in Serie A2      |                           |